# نيكولا ستويليكوفيتش
نيكولا ستويليكوفيتش (بالصربية: Никола Стојиљковић)‏ هو لاعب كرة قدم صربي في مركز الهجوم، ولد في 17 أغسطس 1992 في نيش في صربيا يلعب في نادي الرياض السعودي. شارك مع منتخب صربيا تحت 17 سنة لكرة القدم ومنتخب صربيا تحت 19 سنة لكرة القدم ومنتخب صربيا تحت 21 سنة لكرة القدم ومنتخب صربيا لكرة القدم. أما مع النوادي، فقد لعب مع راد بيوغراد وسبورتينغ براغا ونادي تشوكاريتشكي.

## وصلات خارجية
- نيكولا ستويليكوفيتش على موقع الاتحاد الأوربي (الإنجليزية)
- نيكولا ستويليكوفيتش على موقع اتحاد تركيا (لاعب) (الإنجليزية)
- نيكولا ستويليكوفيتش على موقع قاعدة بيانات كرة القدم.إي يو (الإنجليزية)
- نيكولا ستويليكوفيتش على موقع ناشيونال فوتبول تيمز (الإنجليزية)
- نيكولا ستويليكوفيتش على موقع Soccerway.com (الإنجليزية)
- نيكولا ستويليكوفيتش على موقع عالم كرة القدم.نت (الإنجليزية)